# Franciszek Kamiński (zakonnik)
Franciszek Kamiński – zakonnik z klasztoru kartuzów w Berezie Kartuskiej.
Działał w czasie powstania listopadowego, szerząc propagandę antyrosyjską, dostarczał broń oddziałom powstańczym. Aresztowany, odesłany do Grodna, oddany pod sąd wojenny. Wyrokiem z 11 września 1834, konfirmowanym przez Mikołaja I 21 września skazany na pozbawienie sakry i wcielenie do Korpusu Kaukaskiego. 